# سونغبا
سونغبا (بالإنجليزية: Xungba)‏ هي منطقة سكنية تقع في الصين في أزمة التبت والصين. يقدر عدد سكانها بـ
- نسمة .